# The Hell Not Hallelujah Tour
The Hell Not Hallelujah Tour — світовий концертний тур американського рок-гурту Marilyn Manson. Він стартував на підтримку дев'ятого студійного альбому The Pale Emperor, виданого 15 січня 2015 р. Складався з 4 етапів, що охоплювали Північну Америку, Австралію, Європу та Японію.

## Виступи

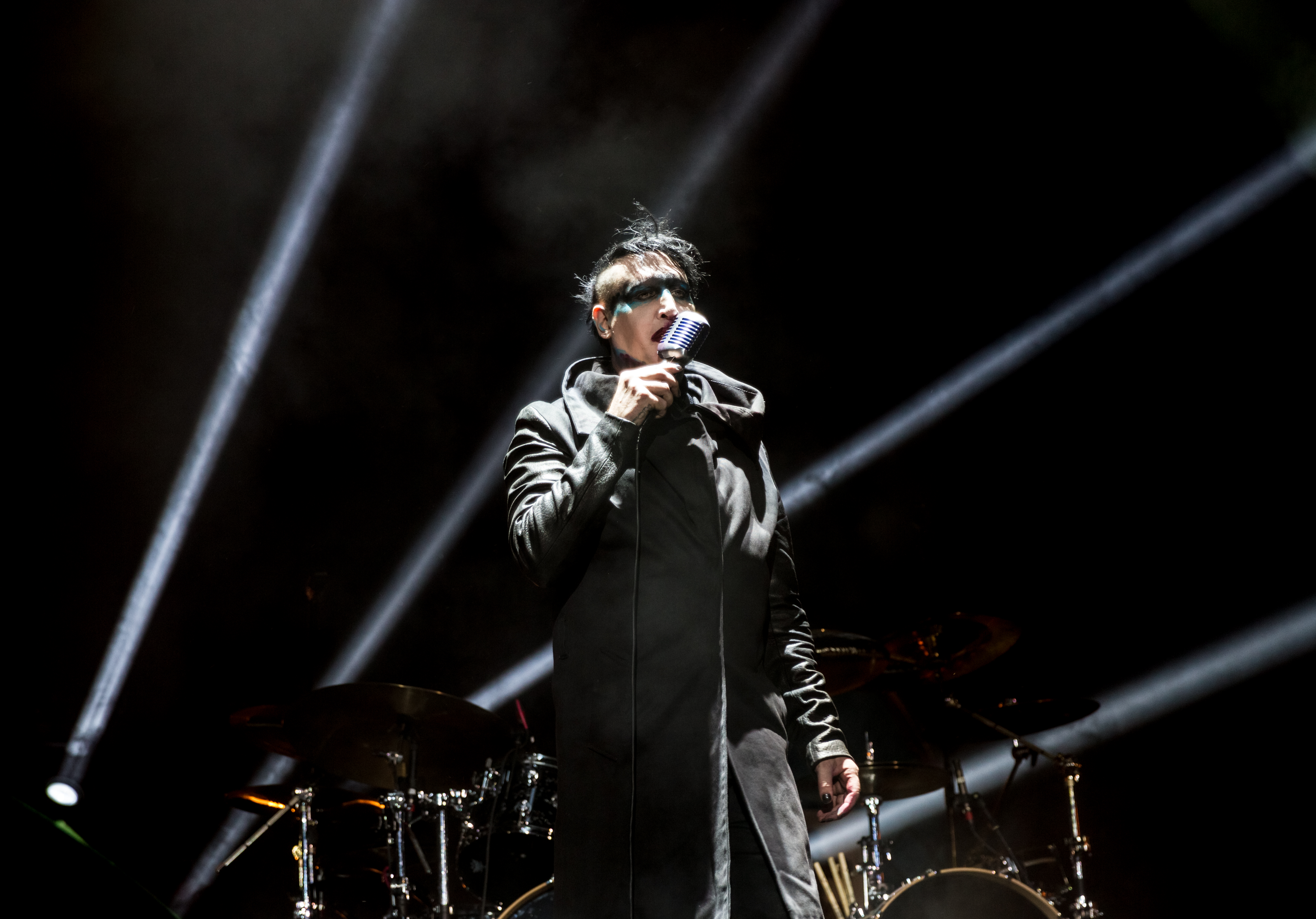
Менсон на Rock am Ring 2015

За словами Меріліна Менсона, головна тема шоу — втілення двох сторін американського Глибокого Півдня: вуду з болотних угідь Луїзіани та «євангелістського завзяття деяких церков реґіону». На початку виступу Менсон носив темно-сірий бушлат і шкіряний жилет-бюст'є, поволі знімаючи їх під час шоу.
Порівняно з попередніми турами гурту шоу мало менш театралізований характер. Під час «Killing Strangers» Менсон розмахував мікрофоном у формі ножа, неодноразово вдаряв ним у бубон, часом розбивав скляну пляшку, часто об барабанну установку Ґіла Шерона. Декорації сцени зазвичай нагадували церкву з двома великими вітражними віконними панелями, розміщеними з обох боків сцени, з численними реквізитами, прикрашеними Лотаринзьким хрестом. Під час «Personal Jesus» чи «Antichrist Superstar» Менсон спалював книгу Святого Письма, стоячи на білій трибуні. Під час виконання на біс на сцену падав сніг, як і під час Rock Is Dead Tour 1998 року.

## Учасники
- Мерілін Менсон — вокал, гітара («Mister Superstar»), бубон («Killing Strangers»)
- Тайлер Бейтс (з початку туру до 11 квітня 2015); Пол Вайлі (з 24 квітня 2015) – соло-гітара
- Пол Вайлі (з початку туру до 11 квітня 2015) — ритм-гітара
- Твіґґі — бас-гітара
- Ґіл Шерон — барабани

## На розігріві
Північна Америка (Етап 1)
- Sadist
- Unlocking the Truth
- Hide
- Deap Vally[8][9]
- Die Mannequin[8]

Північна Америка (Етап 3)
- Knee High Fox[10]
- Deap Vally[11]
- Die Mannequin[12]
- OURS[13]

Північна Америка (Етап 6)
- Head Wound City[14]
- September Mourning[15]

Європа (Етап 7)
- Krokodil (лише концерти у Великій Британії)[16]
- New Years Day (лише концерти в континентальній Європі)[17]

## Сет-ліст
Нижче наведено перелік пісень, які звучали найчастіше, у зазвичай виконуваному порядку.
- «Requiem»
- «Deep Six»
- «Disposable Teens»
- «mOBSCENE»
- «No Reflection»
- «Killing Strangers»
- «Slave Only Dreams to Be King»
- «Great Big White World»
- «Sweet Dreams (Are Made of This)» (акустична версія)
- «Cupid Carries a Gun»
- «Rock Is Dead»
- «The Dope Show»
- «Third Day of a Seven Day Binge»
- «Personal Jesus»
- «This Is the New Shit» (з аутром «Holy Grail»)
- «The Mephistopheles of Los Angeles»
- «The Beautiful People»
- «Mister Superstar» (з аутром «Warship My Wreck»)
- «Irresponsible Hate Anthem»
- «Coma White»

## Дати концертів
| Дата              | Місто            | Країна           | Місце проведення              | Відвідуваність   | Дохід            |
| Північна Америка  | Північна Америка | Північна Америка | Північна Америка              | Північна Америка | Північна Америка |
| ----------------- | ---------------- | ---------------- | ----------------------------- | ---------------- | ---------------- |
| 21 січня 2015     | Вашингтон        | США              | The Fillmore                  | Н/Д              | Н/Д              |
| 23 січня 2015     | Філадельфія      | США              | Electric Factory              | Н/Д              | Н/Д              |
| 24 січня 2015     | Сейрвілл         | США              | Starland Ballroom             | 2003/2003        | $109 890         |
| 28 січня 2015     | Бостон           | США              | House of Blues                | 2229/2386        | $113 450         |
| 29 січня 2015     | Нью-Йорк         | США              | Terminal 5                    | 3000/3000        | Н/Д              |
| 30 січня 2015     | Піттсбург        | США              | Stage AE                      | 2300/2300        | $110 400         |
| 31 січня 2015     | Бетлегем         | США              | Sands Bethlehem               | Н/Д              | Н/Д              |
| 2 лютого 2015     | Торонто          | Канада           | Sound Academy                 | Н/Д              | Н/Д              |
| 3 лютого 2015     | Детройт          | США              | The Fillmore                  | Н/Д              | Н/Д              |
| 5 лютого 2015     | Чикаго           | США              | Riviera Theatre               | 2265/2500        | $122 310         |
| 6 лютого 2015     | Прайор-Лейк      | США              | Mystic Lake                   | 2100/2100        | Н/Д              |
| 7 лютого 2015     | Мілвокі          | США              | Eagles Ballroom               | Н/Д              | Н/Д              |
| 9 лютого 2015     | Сент-Луїс        | США              | The Pageant                   | 2000/2000        | Н/Д              |
| 11 лютого 2015    | Денвер           | США              | The Fillmore                  | Н/Д              | Н/Д              |
| 13 лютого 2015    | Темпі            | США              | Marquee Theatre               | 2000/2000        | Н/Д              |
| 14 лютого 2015    | Лас-Вегас        | США              | House of Blues                | 2000/2000        | Н/Д              |
| Океанія           |                  |                  |                               |                  |                  |
| 21 лютого 2015    | Мельбурн         | Австралія        | RAS Melbourne Showgrounds     | Н/Д              | Н/Д              |
| 22 лютого 2015    | Аделаїда         | Австралія        | Bonython Park                 | Н/Д              | Н/Д              |
| 25 лютого 2015    | Сідней           | Австралія        | Enmore Theatre                | Н/Д              | Н/Д              |
| 27 лютого 2015    | Брісбен          | Австралія        | Tivoli Theatre                | Н/Д              | Н/Д              |
| 28 лютого 2015    | Брісбен          | Австралія        | Brisbane Showgrounds          | Н/Д              | Н/Д              |
| 1 березня 2015    | Сідней           | Австралія        | Olympic Park                  | Н/Д              | Н/Д              |
| Північна Америка  |                  |                  |                               |                  |                  |
| 25 березня 2015   | Портленд         | США              | Roseland Theater              | 1400/1400        | Н/Д              |
| 26 березня 2015   | Сієтл            | США              | The Showbox                   | Н/Д              | Н/Д              |
| 28 березня 2015   | Пентіктон        | Канада           | South Okanagan Events Centre  | Н/Д              | Н/Д              |
| 29 березня 2015   | Ванкувер         | Канада           | Queen Elizabeth Theatre       | Н/Д              | Н/Д              |
| 31 березня 2015   | Прінс-Джордж     | Канада           | CN Centre                     | Н/Д              | Н/Д              |
| 1 квітня 2015     | Досон-Крік       | Канада           | EnCana Events Centre          | Н/Д              | Н/Д              |
| 2 квітня 2015     | Едмонтон         | Канада           | Shaw Conference Centre        | 4000/4000        | Н/Д              |
| 4 квітня 2015     | Летбридж         | Канада           | ENMAX Centre                  | Н/Д              | Н/Д              |
| 6 квітня 2015     | Саскатун         | Канада           | SaskTel Centre                | Н/Д              | Н/Д              |
| 7 квітня 2015     | Реджайна         | Канада           | Brandt Centre                 | Н/Д              | Н/Д              |
| 9 квітня 2015     | Вінніпеґ         | Канада           | MTS Centre                    | 3500/3500        | Н/Д              |
| 10 квітня 2015    | Фарґо            | США              | Fargo Civic Center            | Н/Д              | Н/Д              |
| 11 квітня 2015    | Майнот           | США              | Minot Municipal Auditorium    | Н/Д              | Н/Д              |
| 24 квітня 2015    | Атенс            | США              | Georgia Theatre               | Н/Д              | Н/Д              |
| 25 квітня 2015    | Джексонвілл      | США              | Welcome to Rockville Festival | 50 000/50 000    | $2 994 636       |
| 26 квітня 2015    | Бірмінгем        | США              | Iron City Birmingham          | 1300/1300        | $79 950          |
| 28 квітня 2015    | Оклахома         | США              | Bricktown Events Center       | Н/Д              | Н/Д              |
| 29 квітня 2015    | Талса            | США              | Brady Theater                 | 4200/4200        | Н/Д              |
| 30 квітня 2015    | Мемфіс           | США              | Minglewood Hall               | 1600/1600        | $88 000          |
| 2 травня 2015     | Конкорд          | США              | Carolina Rebellion Festival   | 80 000/80 000    | $3 438 222       |
| 3 травня 2015     | Норт Мертл-Біч   | США              | House of Blues                | Н/Д              | Н/Д              |
| 5 травня 2015     | Норфолк          | США              | Norva Theatre                 | Н/Д              | Н/Д              |
| 6 травня 2015     | Ричмонд          | США              | The National Theatre          | Н/Д              | Н/Д              |
| 8 травня 2015     | Ноксвілл         | США              | The International             | Н/Д              | Н/Д              |
| 9 травня 2015     | Чаттануґа        | США              | Track 29                      | Н/Д              | Н/Д              |
| 11 травня 2015    | Піорія           | США              | Limelight Eventplex           | Н/Д              | Н/Д              |
| 12 травня 2015    | Медісон          | США              | Orpheum Theater               | Н/Д              | Н/Д              |
| 13 травня 2015    | Ґренд-Репідс     | США              | The Orbit Room                | 1630/1630        | Н/Д              |
| 15 травня 2015    | Колумбус         | США              | Rock on the Range Festival    | 120 000/120 000  | $4 293 389       |
| 16 травня 2015    | Індіанаполіс     | США              | Old National Center           | Н/Д              | Н/Д              |
| Європа            |                  |                  |                               |                  |                  |
| 3 червня 2015     | Ньйон            | Швейцарія        | Caribana Festival             | Н/Д              | Н/Д              |
| 5–7 червня 2015   | Нюрбург          | Німеччина        | Rock am Ring                  | 90 000/90 000    | $15 224 793      |
| 5–7 червня 2015   | Мендіґ           | Німеччина        | Rock im Ring                  | 75 000/75 000    | $12 862 772      |
| 8 червня 2015     | Копенгаген       | Данія            | Vega                          | Н/Д              | Н/Д              |
| 9 червня 2015     | Осло             | Норвегія         | Sentrum Scene                 | Н/Д              | Н/Д              |
| 10 червня 2015    | Стокгольм        | Швеція           | Gröna Lund                    | 17 000/17 000    | Н/Д              |
| 13 червня 2015    | Донінгтон Парк   | Велика Британія  | Download Festival             | Н/Д              | Н/Д              |
| 15 червня 2015    | Амстердам        | Нідерланди       | Paradiso Festival             | Н/Д              | Н/Д              |
| 17 червня 2015    | Мілан            | Італія           | Alcatraz                      | Н/Д              | Н/Д              |
| 19 червня 2015    | Дессел           | Бельгія          | Graspop Festival              | Н/Д              | Н/Д              |
| 20 червня 2015    | Кліссон          | Франція          | Hellfest                      | Н/Д              | Н/Д              |
| Азія              |                  |                  |                               |                  |                  |
| 14 серпня 2015    | Токіо            | Японія           | Sonic Mania Festival          | Н/Д              | Н/Д              |
| 15 серпня 2015    | Токіо            | Японія           | Summer Sonic Festival         | 235 000/235 000  | $26 500 000      |
| 16 серпня 2015    | Осака            | Японія           | Summer Sonic Festival         | 235 000/235 000  | $26 500 000      |
| Північна Америка  |                  |                  |                               |                  |                  |
| 20 жовтня 2015    | Санта-Ана        | США              | The Observatory OC            | Н/Д              | Н/Д              |
| 21 жовтня 2015    | Лос-Анджелес     | США              | Ace Hotel Theater             | Н/Д              | Н/Д              |
| 23 жовтня 2015    | Пасо-Роблес      | США              | Vina Robles Amphitheatre      | 1931/3018        | $76 740          |
| 24 жовтня 2015    | Сакраменто       | США              | Aftershock Festival           | Н/Д              | Н/Д              |
| 26 жовтня 2015    | Сан-Дієґо        | США              | House of Blues                | Н/Д              | Н/Д              |
| 27 жовтня 2015    | Тусон            | США              | Rialto Theatre                | Н/Д              | Н/Д              |
| 28 жовтня 2015    | Ель-Пасо         | США              | Tricky Falls                  | Н/Д              | Н/Д              |
| 31 жовтня 2015    | Білоксі          | США              | Hard Rock Hotel and Casino    | Н/Д              | Н/Д              |
| 1 листопада 2015  | Шривпорт         | США              | Riverfront Festival Plaza     | 2015/3084        | $84 759          |
| Європа            |                  |                  |                               |                  |                  |
| 5 листопада 2015  | Ляйпціґ          | Німеччина        | Haus Auensee                  | Н/Д              | Н/Д              |
| 6 листопада 2015  | Берлін           | Німеччина        | Columbia Halle                | Н/Д              | Н/Д              |
| 7 листопада 2015  | Кельн            | Німеччина        | Palladium                     | Н/Д              | Н/Д              |
| 9 листопада 2015  | Флоренція        | Італія           | Obihall                       | Н/Д              | Н/Д              |
| 11 листопада 2015 | Цюрих            | Швайцарія        | X-Tra                         | Н/Д              | Н/Д              |
| 12 листопада 2015 | Штутґарт         | Німеччина        | Porsche Arena                 | Н/Д              | Н/Д              |
| 13 листопада 2015 | Відень           | Австрія          | Gasometer                     | Н/Д              | Н/Д              |
| 15 листопада 2015 | Тілбурґ          | Нідерланди       | 013                           | Н/Д              | Н/Д              |
| 18 листопада 2015 | Брюссель         | Бельгія          | Ancienne Belgique             | Н/Д              | Н/Д              |
| 19 листопада 2015 | Лондон           | Велика Британія  | Hammersmith Apollo            | 8000/8000        | Н/Д              |
| 21 листопада 2015 | Вулвергемптон    | Велика Британія  | Wolverhampton Civic Hall      | Н/Д              | Н/Д              |
| 22 листопада 2015 | Ґлазґо           | Велика Британія  | O2 Academy                    | Н/Д              | Н/Д              |
| 23 листопада 2015 | Манчестер        | Велика Британія  | O2 Apollo                     | Н/Д              | Н/Д              |

## Скасовані концерти
| Дата              | Місто       | Країна  | Місце проведення  | Причина                    |
| ----------------- | ----------- | ------- | ----------------- | -------------------------- |
| 27 січня 2015     | Лонґ-Айленд | США     | Paramount Theatre | Сніговій Джуно             |
| 16 листопада 2015 | Париж       | Франція | Le Zénith         | Терористичні акти в Парижі |